# Кастеллеро
Кастеллеро (итал. Castellero) — коммуна в Италии, располагается в регионе Пьемонт, в провинции Асти.
Население составляет 297 человек (2008 г.), плотность населения составляет 68 чел./км². Занимает площадь 4 км². Почтовый индекс — 14011. Телефонный код — 0141.
Покровителем коммуны почитается святой апостол Пётр, празднование 29 июня.

## Демография
Динамика населения:

## Администрация коммуны
- Официальный сайт: http://www.comune.castellero.at.it/ Архивная копия от 21 сентября 2010 на Wayback Machine